# Juliette Brewer
Juliette Brewer est une actrice américaine ayant officié durant son enfance.
Brewer joue dans son premier film alors que ce n'est qu'une enfant. Ce film, intitulé Les Chenapans, sort en 1994 et va permettre à Brewer de remporter le titre de Meilleure performance par un groupe de jeune acteur dans un film aux Young Artist Award de 1995, récompense qu'elle partage avec Ross Bagley, Travis Tedford, Bug Hall, Brittany Ashton Holmes et Kevin Jamal Woods.
L'année suivante, elle effectue sa deuxième interprétation mais cette fois-ci dans le milieu du doublage en prétant sa voix au personnage de Rosy dans le film d'animation Balto, chien-loup, héros des neiges. Son troisième et dernier rôle intervient en 1997 dans Vegas Vacation où elle campe le rôle de Ruby Sue.